# Forspoken
Forspoken es un videojuego de rol de acción desarrollado por Luminous Productions, con colaboración de Square Enix. Su lanzamiento se produjo el 24 de enero de 2023 para Microsoft Windows y PlayStation 5.

## Jugabilidad
De acuerdo con su director Takeshi Aramaki, su jugabilidad estará centrada en la velocidad y fluidez en el terreno. Square Enix también describió el juego como "aventura guiada por la narrativa". El personaje estará presente en un mundo abierto donde los jugadores pueden explorar cualquier lugar y a cualquier hora.

## Trama
El videojuego se enfoca en la protagonista Frey Holland (Ella Balinska), una joven quien entra por primera vez en el hermoso pero peligroso mundo de Athia y que usa sus poderes mágicos para atravesarlo y así poder sobrevivir ahí.

## Desarrollo
Anteriormente durante su desarrollo, era conocido bajo el nombre Project Athia. Su título estaba siendo desarrollado para así sacar provecho a las capacidades gráficas de la PlayStation 5. Las tecnologías incluidas en el juego incluyen un trazado de rayos para dar efectos de iluminación muy mejorados y generación de procedimientos para la creación de las ubicaciones para el juegos a gran escala.
El escritor principal del juego es Gary Whitta, quien anteriormente fue el coguionista de Rogue One. El juego será exclusivo para la consola PlayStation 5 durante dos años. La actriz Ella Balinska dio la voz en off y su captura de movimiento para Frey y comentó que se sintió inmediatamente conectada con el personaje.